# Ngiratkel Etpison
Ngiratkel Etpison (Koror, 3 de mayo de 1925-Riverside, 1 de agosto de 1997) fue un empresario y político paluano, cuarto presidente de Palaos desde 1989 hasta 1993. 

## Biografía
Antes de dedicarse a la política, Etpison era uno de los principales empresarios de Palaos. En la década de 1970 había fundado el primer negocio de turismo y excursionismo por el archipiélago, y en 1984 impulsó la construcción de un complejo turístico de lujo, el Palau Pacific Resort. Además llegó a ser presidente de la cámara de comercio de Palaos. Podía hablar japonés fluido. Se casó con Yuang Chin, y tuvieron once hijos.
Entre 1981 y 1988 asumió el liderazgo del estado de Ngatpang, cargo que dejó para presentarse a las elecciones generales. En un contexto convulso, pues el anterior presidente se había suicidado meses antes de concluir el mandato, Etpison ganó las elecciones con el 26,3 % de los sufragios, tan solo 31 votos por encima de Roman Tmetuchl. El hecho de que saliera elegido por un margen tan estrecho, y con un porcentaje real tan bajo de votos, motivó una reforma constitucional para instaurar el sistema de segunda vuelta electoral a partir de los siguientes comicios.
Durante su mandato, Etpison propuso que Palaos dejara de ser un territorio en fideicomiso para convertirse en estado independiente mediante un tratado de libre asociación con Estados Unidos. La propuesta no salió adelante entonces por falta de quórum, pero terminaría culminándose bajo el mandato de Kuniwo Nakamura en 1994.
En las elecciones generales de 1992, Etpison cayó eliminado en la primera vuelta por Johnson Toribiong y Kuniwo Nakamura, quien terminaría convirtiéndose en el siguiente presidente de Palaos. En sus últimos años de vida trabajó como enviado especial del país para asuntos económicos. Falleció el 1 de agosto de 1997 en Riverside, Estados Unidos, a los 72 años.